# Batalha de Herdônia (212 a.C.)
Primeira Batalha de Herdônia (português brasileiro) ou Primeira Batalha de Herdónia (português europeu) foi travada em 212 a.C. durante a Segunda Guerra Púnica entre as forças cartaginesas de Aníbal e as forças romanas do pretor Cneu Fúlvio Flaco, irmão do cônsul Quinto Fúlvio Flaco. O exército romano foi completamente destruído, deixando a Apúlia livre para os cartagineses por mais de um ano.

## Situação estratégica
Aníbal já havia destruído um exército romano, liderado pelo centurião Marco Centênio Pênula, na Campânia na Batalha do Silaro. Depois de aniquilar completamente este exército, sua maior vitória desde a Batalha de Canas, Aníbal escolheu sair da Campânia, abrindo uma oportunidade para que os romanos atacassem Cápua. Ele também não seguiu para Cumas para enfrentar os exércitos consulares de Quinto Fúlvio Flaco e Ápio Cláudio Pulcro. Ao invés disto, Aníbal invadiu a Apúlia.
Os cônsules romanos decidiram aproveitar a oportunidade para cercar Cápua novamente. Os romanos começaram os preparativos para assegurar suas linhas de suprimento até a região fortificando Casilino e construindo fortalezas às margens do rio Volturno. O pretor Caio Cláudio Nero marchou da Lucânia para Suéssula e, no total, 6 legiões romanas e outras 6 legiões aliadas se preparavam para tomar Cápua.
Asdrúbal, irmão de Aníbal, havia deixado a Hispânia para enfrentar, na África, Sífax, o rei da Numídia Ocidental, ajudando seu rival, o príncipe númida Masinissa. Os irmãos Cipião — Públio e Cneu Cornélio Cipião — começaram a recrutar e treinar mercenários celtiberos como preparação para uma futura campanha de grandes proporções contra as possessões cartaginesas na Hispânia.

## Batalha
Cneu Fúlvio e seu exército não tinham, até então, encontrado dificuldades na Apúlia e os romanos só souberam da presença de Aníbal na região quando o encontraram com suas forças nas imediações de Herdônia. Conta-se que Fúlvio teria se tornado descuidado por causa dos sucessos fáceis que havia enfrentado e suas forças estavam carregadas com o espólio obtido na região. Ele aceitou o combate assim que Aníbal o ofereceu incitado por seus ansiosos soldados. O exército de Aníbal provavelmente tinha superioridade numérica sobre o romano, que tinha cerca de 18 000 homens.
O general cartaginês perfilou suas forças na planície em frente ao seu acampamento e enviou cerca de 3 000 homens da infantaria leve para a extremidade de seu flanco esquerdo para tentar um ataque surpresa a partir dos bosques e fazendas naquela área. Aníbal também enviou 2 000 cavaleiros númidas, sob o comando de Magão, o Samnita, para assumir o controle das ruas na retaguarda do exército de Cneu Fúlvio, cortando-lhe a sua única rota de fuga. É surpreendente que ele não tenha notado estas movimentações, o que pode ser um sinal da grande habilidade dos comandantes de Aníbal ou um brilhante exemplo da negligência romana. O exército de Aníbal, que ainda era maior que o dos romanos mesmo depois da perda destes 5 000 homens, subjugou rapidamente as legiões romanas.
Terminados seus preparativos durante a noite, na madrugada seguinte Aníbal perfilou seu exército no campo de batalha. Fúlvio Flaco, arrastado pelo ímpeto de seus solados, aceitou o desafio. A disposição das forças romanas se deu de acordo com os caprichos dos soldados: a primeira legião e a ala esquerda se colocaram na primeira fileira, de modo que a disposição se estendeu por todo o comprimento da linha. E, apesar dos protestos dos tribunos, não havia na retaguarda romana nenhuma resistência, pois o inimigo conseguia romper facilmente a linha romana em qualquer ponto da linha. Os soldados pareciam não se importar. Quando a batalha começou, os romanos não conseguiram suportar nem mesmo os gritos cartagineses e muito menos seu primeiro assalto. O comandante romano, que Lívio compara, em tolice e imprudência, a Marco Centênio Pênula, mas não em coragem, pois Cneu Fúlvio pegou seu cavalo e fugiu do campo de batalha quase que imediatamente, protegido por 200 soldados. Apenas cerca de 2 000 romanos sobreviveram à batalha. Esta estratégia e Aníbal é similar à armadilha preparada contra as legiões de Marco Minúcio Rufo na Batalha de Gerônio em 217 a.C..

## Consequências
No espaço de poucas semanas, Aníbal aniquilou seis legiões romanas na Campânia e na Apúlia. depois desta batalha, Aníbal marchou para o sul, em direção a Taranto, onde os romanos continuavam cercados na cidadela depois da Batalha de Taranto no início do mesmo ano. O Senado Romano decidiu alistar quatro novas legiões para enviar para a Apúlia. Enquanto isto, os cônsules romanos completaram o cerco da Cápua.
As razões para o recuo de Aníbal para o sul tem sido motivo de debate para alguns autores, que especulam que ele teria se retirado para descansar suas forças e dar chance para os feridos se recuperarem depois de três duras batalhas e marchas forçadas.